# Pompă de injecție

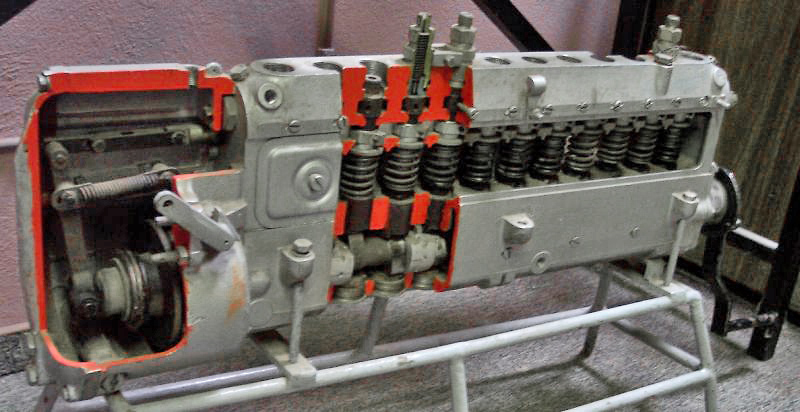
Pompă de injecție pentru un motor diesel de 12 cilindri

Pompa de injecție este componentă care îi dă presiune combustibilului pentru a putea pătrunde cu o viteză foarte mare în camera de ardere a motorului. La interior o astfel de pompă este foarte complexă la interior pompa de injecție are un pistonaș care este conectat direct la axul care intră în pompă (ax care este angrenat de cureaua/ lanțul de distribuție) și un set de valve. Acest sistem este foarte asemănător cu un motor monocilindru (sau cu un compresor). Principiul de funcționare este următorul, pentru a se realiza procesul de injecție, pistonul din interior trebuie să efectueze o cursă în care „aspiră” motorina și una în care „împinge” motorina cu presiune în sistem.